# Nevado del Huila
Nevado del Huila é um pico da Cordilheira dos Andes localizado na Colômbia, com 5365 metros de altitude no cume. É o terceiro pico mais elevado do país, após o Pico Cristóbal Colón e o Pico Simón Bolívar, ambos com 5775 m. É o mais alto dos vulcões da Colômbia.

## Erupção

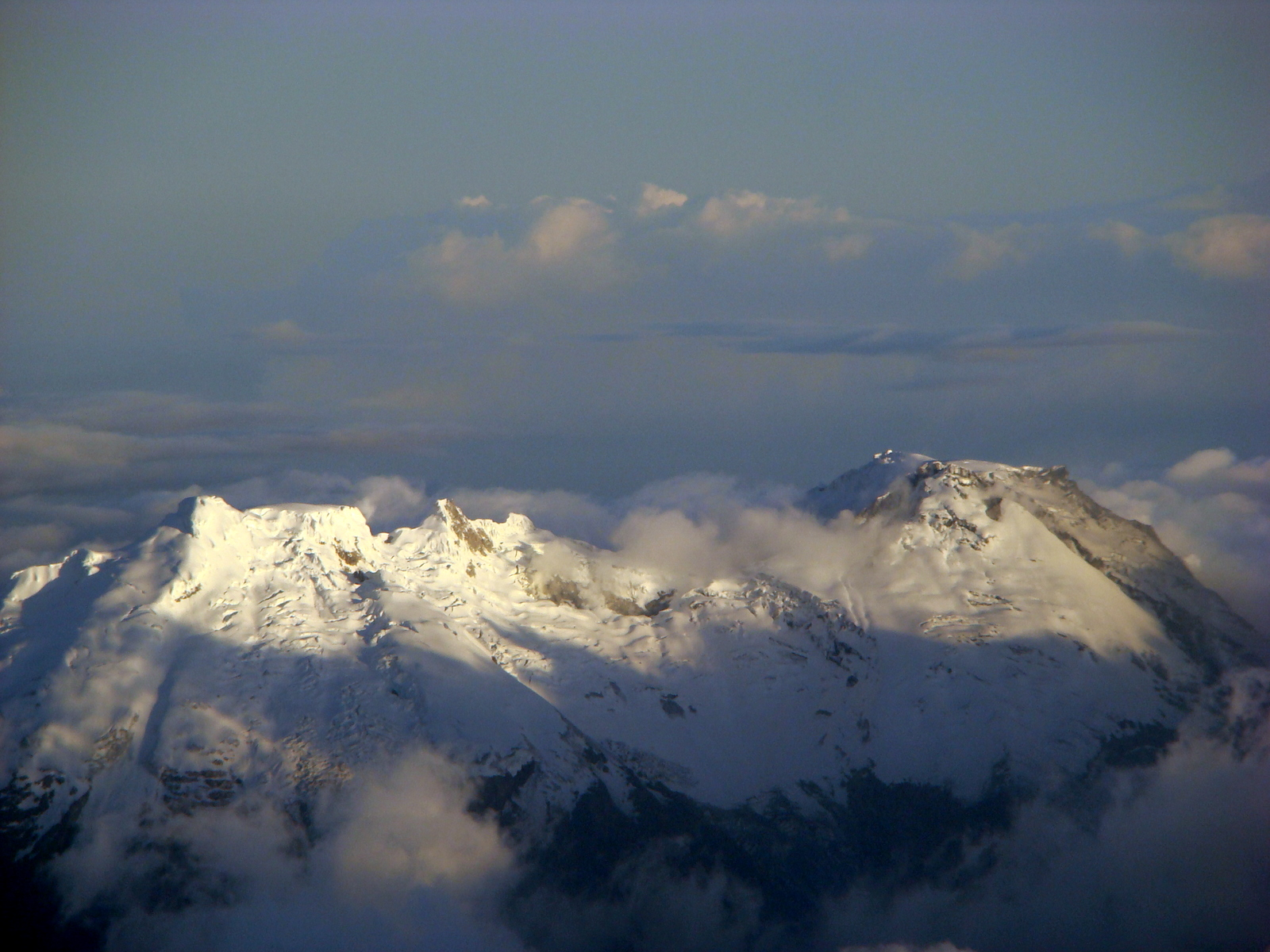
Vulcão Huila

Em 21 de novembro de 2008, o Nevado entrou em erupção às 02:45 GMT, com um número indeterminado de habitantes da região sendo dado como desaparecidos e com os serviços de resgate de emergência estando impossibilitados de socorrer as vítimas em áreas e localidades mais remotas.
Em 23 de novembro, as autoridades colombianas emitiram um comunicado admitindo a morte e pelo menos dez pessoas e a evacuação em massa de cerca de doze mil habitantes da áreas afetadas, somando-se às 28 mil evacuadas durante uma erupção menor acorrida em abril. A erupção causou uma avalanche de terra e destroços que destruiu casas, pontes e plantações.
O presidente colombiano Álvaro Uribe ordenou à Força Aérea Colombiana a criação de uma 'ponte áerea' humanitária, para socorrer as populações das pequenas cidades e vilas afetadas, na região do vulcão.